# Willie Vassallo
Willie Vassallo (Gzira, Malta; 14 de septiembre de 1949 – Melbourne, Australia; 6 de abril de 2025) fue un jugador y entrenador de fútbol maltés que jugó en la posición de centrocampista.

## Carrera

### Club
| Periodo   | Club                      |
| --------- | ------------------------- |
| 1965-1966 | Gżira United FC           |
| 1966-1978 | Floriana FC               |
| 1977      | → Green Gully SC (cedido) |
| 1978–1985 | Green Gully SC            |

### Selección nacional
Vassallo debutó con Malta en enero de 1970 en un partido amistoso ante Luxemburgo. Jugó 28 partidos internacionales y anotó 2 goles, jugando su último partido internacional en noviembre de 1977 ante Turquía por la clasificación de UEFA para la Copa Mundial de Fútbol de 1978.

### Entrenador
Dirigió al Floriana FC en la temporada 2004/05.

## Logros

### Club
- Maltese Premier League: 5

1967–68, 1969–70, 1972–73, 1974–75, 1976-1977
- FA Trophy: 3

1967, 1972, 1976

### Individual
- Futbolista del Año de Malta en 1974.[4]